# Otjiwarongo
Otjiwarongo – miasto w północnej Namibii, u zachodniego podnóża płaskowyżu Waterberg, ośrodek administracyjny regionu Otjozondjupa. Około 21,6 tys. mieszkańców.
W Otjiwarongo urodził się Hage Geingob, premier i prezydent Namibii.